# トゥバラーマ
トゥバラーマ、トバラーマ、トゥバラーマ節、とばらあま節またはトゥバルマーは、八重山諸島における節歌の一つ。ユンタなどと異なり三味線の伴奏とともに歌う。石垣島と与那国島で行われ、与那国島のシュンカニとともに、八重山の二大情節として並称される。

## 概要
作者の伝えられる詩が百余ある。男女交互に合いの手を入れながら歌う。男の側は「とばらあま」、女の側は「かぬしやま」と称する。男から女への場合の囃子言葉はふつう「イーラ・ンゾシーヌカヌシヤマヨ」であり、女から男への場合は「イーラ・ンゾシーヌトゥバラーマヨ」であるが、かならずそうなるわけではなく例外もある。

## 原歌をめぐる伝説
トゥバラーマには原歌といわれる三つの句が伝わる。1794（寛政6）年に真栄里村仲筋家に生まれたカナシという絶世の美女に幾夜も通い詰めて思いを遂げられなかった士族の青年らが、失恋の思いを歌った即興詩が始まりであるという伝承がある。また異説には、大浜津呂の生前の言として、平得村とその北東に位置したナカンドゥ村という村との仲立ちにのりだした湧川という在番が、和解への苦慮を歌にしたものに由来するとするものもある。牧野清はこれを仲原村のことであろうと推測している。

## 語源
日本語の「殿原（トノバラ）」に対応するとする説がある。また影を意味する「トーラー」に愛称語尾の「マ」をつけたものとする説もある。